# The Pip
The Pip (apelido dado pelos ouvintes de rádio) é uma estação de rádio de ondas curtas que transmite na frequência 5448 kHz durante o dia e 3756 kHz durante a noite. Ele emite bipes curtos e repetidos a uma taxa de cerca de 50 por minuto, durante 24 horas por dia. O sinal sonoro é ocasionalmente interrompido por mensagens de voz em russo. O Pip está ativo desde cerca de 1985, quando seu som de bipe característico foi gravado pela primeira vez pelos ouvintes, e é uma estação irmã do UVB-76.
A estação é comumente referida como "The Pip" entre os ouvintes de rádio de língua inglesa. Na Rússia, é conhecida como Капля (Kaplya) "the drop". Embora seu nome oficial ou indicativo não seja conhecido, algumas das transmissões de voz começam com o indicativo JVB1, que geralmente é considerado o nome da estação. No entanto, este código pode não ser um indicativo, mas servir a algum outro propósito. Radioscanner.ru identifica o proprietário desta estação como um centro de comunicação do distrito militar do norte do Cáucaso com indicativo "Akacia" (ex-72º centro de comunicação, russo "72 узел связи штаба СКВО").

## Formato
O formato da estação se assemelha, em muitos aspectos, ao de sua suposta estação irmã, The Buzzer. Seu sinal consiste em bipes curtos que se repetem a uma taxa de aproximadamente 50 bipes por minuto. É transmitido na frequência de 5448 kHz durante o dia e 3756 kHz à noite. As horas em que a estação muda do dia para a noite, ou vice-versa, são alteradas ao longo do ano, presumivelmente para corresponder às mudanças de duração do dia e da noite. As frequências mais altas têm melhores características de propagação durante o dia, enquanto as frequências mais baixas se saem melhor no escuro.

### Mensagens de voz
Assim como no Buzzer, os bipes às vezes são interrompidos para a transmissão de mensagens de voz codificadas. Existem dois formatos de mensagem diferentes. As mensagens que começam com a palavra russa для (dlya, "para") são consideradas mensagens de teste para avaliar a qualidade da recepção. A mensagem em si consiste em dez indicativos, cada um composto por quatro números ou letras. Os exemplos incluem: "дя йхй з з1б1 н н1 ц3 49BOUTH ц2з лии и и27 ин и щ щ27 и и27 и щ и27 и и и и27 и и и и27 и и и27 и и и27 и и и27 и и ц27 и и и27 и и ц27 и и ц27 и и и27 и и и27 и и и27 и щ и 27 щ щ и и 27 щ щ и и 27 щ щ и и 27 щ щ щ и 27 щ щ щ и 27 щ щ щ и и 27 щ щ щ и 27 щ щ щ щ и и27 и щ € concluindo com Как слышно? (Kak slyshno?, "Como você ouve?"). Os indicativos são então repetidos mais duas vezes, terminando com Приём! (Priyom!, "Over!").[2] Outro tipo de mensagem começa com 8С1Щ (8S1Shch), considerado o próprio indicativo da estação. Isso é seguido por dois dígitos, depois três, uma palavra de código em russo e quatro pares de dígitos: "8С1Щ 73 373 ВДЕВАНИЕ 84 56 22 35 (8S1Shch 73 373 VDYeVANIE 84 56 22 35)". A mensagem é então repetida mais quatro vezes, terminando também com Приём! (Priyom!, "Acabou!").

## Propósito
O objetivo do The Pip não é conhecido, embora existam muitas hipóteses. Muitas vezes é sugerido que The Pip faz parte de um relé de rádio ou sistema de controle maior, que também inclui The Buzzer e The Squeaky Wheel, que seguem formatos semelhantes. Em particular, a atividade no The Pip costumava ser seguida alguns minutos depois por uma mensagem de voz no The Squeaky Wheel, sugerindo que ambos são operados pela mesma organização e compartilham o mesmo propósito.Em uma ocasião, o bipe característico do The Pip pôde ser ouvido ao fundo enquanto uma mensagem estava sendo transmitida na frequência do Squeaky Wheel, o que pode indicar que ambas as estações são operadas de dentro do mesmo prédio ou sala. No entanto, essas atividades cessaram desde então. Tabelas posteriores de mensagens recebidas não mostram mais esses paralelos